# Grêmio Atlético Coariense
El Grêmio Atlético Coariense és un club de futbol brasiler de la ciutat de Coari a l'estat d'Amazones.

## Història
El club va ser fundat el 6 de gener de 1977 i guanyà el Campionat amazonense el 2005. Participà en el Campionat Brasiler Série C el 2005.

## Palmarès
- Campionat amazonense:
  - 2005